# ギャング・オブ・ニューヨーク
『ギャング・オブ・ニューヨーク』（Gangs of New York）は、2002年のアメリカ映画。ミラマックス配給。

## 概要
『ギャング・オブ・ニューヨーク』はハーバート・アズベリーが1928年に出版した同名の著書から着想を得た映画で、1863年のニューヨーク・マンハッタンの一角であるファイブ・ポインツを舞台に繰り広げられるギャングの抗争と人間ドラマを描いたもの。2001年5月のカンヌ国際映画祭にダイジェスト版として公式出品されたのが初出。
監督のマーティン・スコセッシは「構想に30年を要した」と語っている。撮影はローマ郊外の大規模映画スタジオである「チネチッタ」に当時のニューヨークの町並みを完全再現して行われ、撮影期間270日、制作費約150億円を投じて制作された。
本作品は、第75回アカデミー賞（2002年）で作品賞・監督賞・主演男優賞・脚本賞・撮影賞・編集賞・美術賞・衣装デザイン賞・歌曲賞・録音賞の10部門にノミネートされたが何れも受賞には至らなかった（本来の主演はレオナルド・ディカプリオとされていたが、主演男優賞にノミネートされたのはダニエル・デイ＝ルイスだった）。その他の賞として監督のマーティン・スコセッシはゴールデングローブ賞 監督賞を受賞。ダニエル・デイ＝ルイスは英国アカデミー賞で主演男優賞を受賞した。

## あらすじ
19世紀初頭のアメリカ・ニューヨークでは、大飢饉に見舞われた故郷を離れ、アメリカン・ドリームを夢見たアイルランド人の移民達が毎日のように港から降り立っていた。しかし、貧しい彼らが住むことが出来たのは安アパートや売春宿の密集する混沌の町ファイブ・ポインツであり、そこは"ネイティブ・アメリカンズ"と名乗るアメリカ生まれの住人達の縄張りであった。"ネイティブ・アメリカンズ"に対抗する為、アイルランド移民達は徒党を組み、"デッド・ラビッツ"という組織を作り上げた。

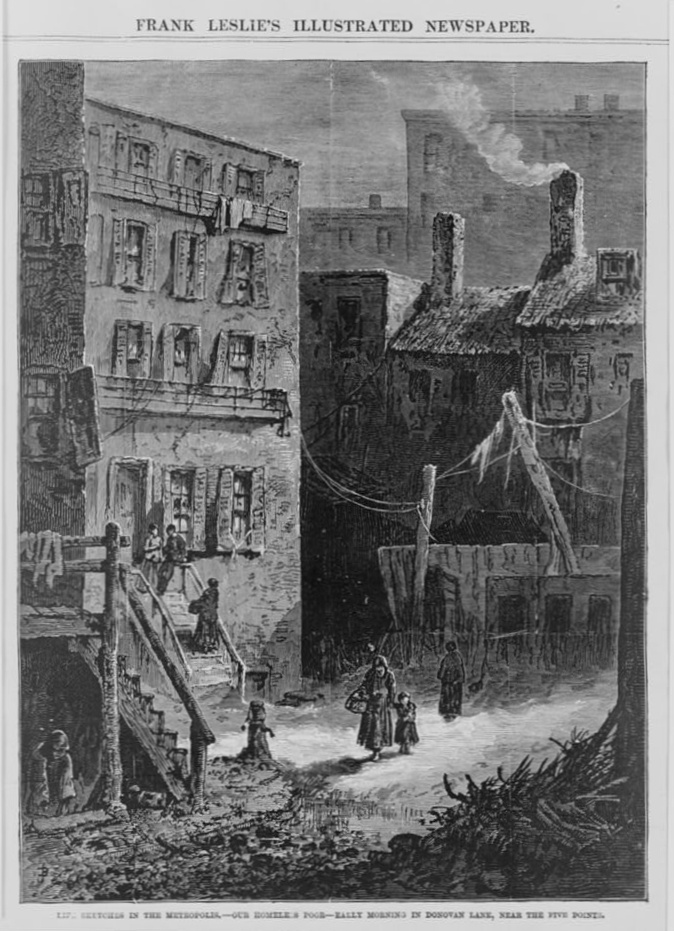
ニューヨーク　ファイブ・ポインツ(1872年)

1846年、"ネイティブ・アメリカンズ"と"デッド・ラビッツ"の抗争は熾烈を極め、ついにファイブ・ポインツの利権を賭けて最後の戦いが始まる。その戦いとは、"デッド・ラビッツ"のリーダーであり、少年・アムステルダムの父親でもあったヴァロン神父と"ネイティブ・アメリカンズ"のリーダー、ビル・ザ・ブッチャーの一対一の決闘であったが、戦いの果てにヴァロン神父はビル・ザ・ブッチャーに殺され、抗争は"ネイティブ・アメリカンズ"の勝利に終わった。勝者のビルは敗れはしたが勇猛果敢なリーダーにして戦士であったヴァロン神父に敬意を表し、「死者の体に触れてはならず、何も奪ってはならぬ」と周りに説くが、アムステルダムはその言葉に反し、ヴァロン神父を刺したまま残されていたビルのナイフを奪い取る。それに気付いたビルの手下たちがアムステルダムをヴァロン神父の息子という事もあって捕まえようと騒ぎだし、最終的にはナイフを誰にも気づかれない場所には隠すものの捕えられ、プロテスタント系の少年院に投獄されてしまう。プロテスタントの聖書を押し付けられ、その教えに反すると見なされるや鞭打たれるのが日常の監獄の中、アムステルダムは一人、ビル・ザ・ブッチャーへの復讐を誓った。
それから16年の月日が経った。出所するやプロテスタントの聖書を近くの川へと捨て、背中に鞭打たれた傷を負った、成長したアムステルダムは隠していたビルのナイフを懐に入れて、再びファイブ・ポインツへ帰ってきた。しかしそこは既に"ネイティブ・アメリカンズ"が牛耳る腐敗した町となっていた。町はかつての"デッド・ラビッツ"のメンバーを含めたアイルランド系の者ですら"ネイティブ・アメリカンズ"に媚を売るか、鞍替えして入団するという有様であり、中国系の面々も表面上は従属してはいるが内心は不満を大いに抱えていた。そのような中でアムステルダムは素性を隠し、"ネイティブ・アメリカンズ"へ入団する。やがて持ち前の才能と度胸でめきめきと頭角を現し、"ネイティブ・アメリカンズ"のリーダー、ビルにも一目置かれる存在へとなっていった。そしてアムステルダムの方も、敵であるビルの人となりを近くで見るうちに、いつしか思慕の念すら感じるようになる。そんな中、アムステルダムは女スリ師のジェニーと運命的な出会いを果たす。互いに惹かれ合い始める二人であったが、ビルにアムステルダムの素性が知られてしまい、闇討ちを計った卑怯者ということで裏切り者と罵られ、私刑にあい、"ネイティブ・アメリカンズ"を追放させられてしまう。
ジェニーの制止を振り切り、アムステルダムは新生"デッド・ラビッツ"を結成し、ファイブ・ポインツを賭けた最後の戦いに挑む。しかしまさにその日、ただでさえニューヨークの住民、とりわけ徴兵を免除されるのに必要な特別税を払う余裕の無い貧困層をはじめとするの住民達が南北戦争を進める政府に反感を抱く中、遂に耐えかねた住民達による大規模なニューヨーク徴兵暴動が勃発。暴徒が荒れ狂い、陸海軍が暴徒に無差別攻撃を浴びせる地獄絵図の中、アムステルダムはビルと一対一の対決に臨む。

## スタッフ
- 監督：マーティン・スコセッシ

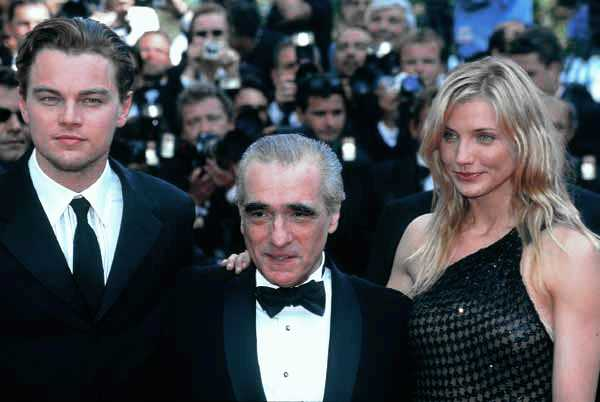
2002年のカンヌ国際映画祭において。向かって左からレオナルド・ディカプリオ、マーティン・スコセッシ、キャメロン・ディアス

- 製作総指揮：ハーヴェイ・ワインシュタイン、マイケル・ハウスマン
- 製作：アルベルト・グリマルディ
- 共同製作：グラハム・キング
- 衣装：サンディ・パウエル
- 編集：セルマ・スクーンメイカー
- 原案：ジェイ・コックス
- 脚本：ジェイ・コックス、スティーヴン・ザイリアン、ケネス・ロナーガン
- 撮影監督：ミヒャエル・バルハウス
- 美術：ダンテ・フェレッティ
- 音楽：ハワード・ショア
- 主題歌：U2 / The Hands that Built America
- 字幕翻訳：戸田奈津子

## キャスト
アムステルダム・ヴァロン
演 - レオナルド・ディカプリオ
本作の主人公で、幼少の頃に目の前で父親・ヴァロン神父を殺され、ビル・ザ・ブッチャーに復讐を誓う。アイルランド移民。復讐に使おうとしているナイフは、ビルがヴァロン神父を刺し殺したナイフである。
ジェニー・エヴァディーン
演 - キャメロン・ディアス
自身の美貌で男を誑かし、巧みに金品を掠め取り、ファイブ・ポインツでしたたかに生き延びる女スリ師。アムステルダムと出会い、互いに惹かれ合っていく。
ビル・"ザ・ブッチャー"・カッティング
演 - ダニエル・デイ＝ルイス、レックス・ラング（一部の声）
本名：ウィリアム・カッティング。かつてアムステルダムの父親を殺し、今はファイブ・ポインツを牛耳るギャング団"ネイティブ・アメリカンズ"のリーダー。ブッチャーの通称の通り、肉屋としての顔もあり、包丁や投げナイフなど刃物の扱いに通じている。左眼が義眼であり、アメリカ人であることを誇りとしているWASP。また、トゥイード（後述）らWASP上流階級とも対立し、甘言を一蹴するなど、悪党ながら意外に気骨のある人物。
ヴァロン神父
演 - リーアム・ニーソン
アムステルダムの父でアイルランド移民団"デッド・ラビッツ"のリーダー。神父ながら先頭に立って戦う事も厭わぬ勇猛な人間だったが、ビルとの戦いの果て殺される。
ウィリアム・"ボス"・トゥイード
演 - ジム・ブロードベント
ファイブ・ポインツを治める実在の政治家。WASP上流階級の象徴でもあり、自分たちの利益のために"ネイティブ・アメリカンズ"とアイルランド移民双方を利用しようとする。
ジョニー・シロッコ
演 - ヘンリー・トーマス
"ネイティブ・アメリカンズ"の一味で、アムステルダムの幼馴染。
ウォルター・"モンク"・マクギン
演 - ブレンダン・グリーソン
ビルの支配に屈する事無く戦う男。棍棒を武器に闘い、相手を倒すごとにその人数を棒に刻み込んでいる。
ハッピー・ジャック・マルラニー
演 - ジョン・C・ライリー
ヴァロン神父亡き後、ビルの軍門に下った警察官。
マックグロイン
演 - ゲイリー・ルイス
ヴァロン神父亡き後、ビルの軍門に下り、右腕として活躍する男。

## 日本語吹き替え
| 役名                                 | 俳優                             | 日本語吹き替え                                                                         | 日本語吹き替え | 日本語吹き替え |
| 役名                                 | 俳優                             | ソフト版                                                                               | 日本テレビ版 | VOD版          |
| ------------------------------------ | -------------------------------- | -------------------------------------------------------------------------------------- | --- | -------------- |
| アムステルダム・ヴァロン             | レオナルド・ディカプリオ         | 森川智之                                                                               | 高橋広樹 | 加瀬康之       |
| ジェニー・エヴァディーン             | キャメロン・ディアス             | 魏涼子                                                                                 | 林真里花 |                |
| ビル・"ザ・ブッチャー"・カッティング | ダニエル・デイ＝ルイス           | 玄田哲章                                                                               | 牛山茂 |                |
| ヴァロン神父                         | リーアム・ニーソン               | 津嘉山正種                                                                             | 佐々木勝彦 |                |
| ウィリアム・"ボス"・トゥイード       | ジム・ブロードベント             | 池田勝                                                                                 | 稲垣隆史 |                |
| ジョニー・シロッコ                   | ヘンリー・トーマス               | 村治学                                                                                 | 矢崎文也 |                |
| ウォルター・"モンク"・マクギン       | ブレンダン・グリーソン           | 塩屋浩三                                                                               | 福田信昭 |                |
| ハッピー・ジャック・マルラニー       | ジョン・C・ライリー              | 廣田行生                                                                               | 宝亀克寿 |                |
| マックグロイン                       | ゲイリー・ルイス                 | 辻親八                                                                                 | 岩崎ひろし |                |
| シャング                             | スティーヴン・グレアム           | 上田燿司                                                                               | |                |
| キローラン                           | エディ・マーサン                 |                                                                                        | |                |
| ラレー師                             | アレック・マッコーエン           |                                                                                        | |                |
| スキャマホーン卿                     | デヴィッド・ヘミングス           | 藤本譲                                                                                 | |                |
| ジミー・スポイルズ                   | ローレンス・ギリアード・Jr       | 新垣樽助                                                                               | |                |
| ヘル＝キャット・マギー               | カーラ・シーモア                 |                                                                                        | |                |
| P・T・バーナム                       | ロジャー・アシュトン＝グリフィス | 宝亀克寿                                                                               | |                |
| スキャマホーン夫人                   | バルバラ・ブーシェ               |                                                                                        | |                |
| ホレス・グリーリー卿                 | マイケル・バーン                 | 中博史                                                                                 | |                |
| その他                               |                                  | 西村知道 相沢まさき 沢城みゆき 市川まゆ美 村竹あおい 田中一永 仮屋昌伸 吉田浩二 京井幸 | 谷田真吾 佐々木誠二 天田益男 村上想太 斎藤志郎 内山昂輝 佐藤淳 平勝伊 髙橋耕次郎 小室正幸 桝谷裕 楠見尚己 関貴昭 浅井晴美 横堀悦夫 永田博丈 松永麻里 大門真紀 島宗りつこ |                |
| 日本語版制作スタッフ                 |                                  |                                                                                        | |                |
| 演出                                 |                                  | 安江誠                                                                                 | 壺井正 |                |
| 翻訳                                 |                                  | 徐賀世子                                                                               | 平田勝茂 |                |
| 調整                                 |                                  | 藤樫衛                                                                                 | 飯塚秀保 |                |
| 効果                                 |                                  |                                                                                        | リレーション |                |
| 制作                                 |                                  | 松竹株式会社                                                                           | グロービジョン | グロービジョン |

- 日本テレビ版：初回放送2005年3月25日『金曜ロードショー』(21:03～23:34)[5]

## 製作
マーティン・スコセッシがハーバート・アズベリーのノンフィクション『ギャング・オブ・ニューヨーク』に感銘を受け、古きニューヨークに生きた犯罪者やギャング、移民などのアメリカのルーツを描く作品を撮りたいと思い始めたのは1970年ごろであったという。この想いを友人でもあった脚本家ジェイ・コックスに打ち明け、意気投合したことから『ギャング・オブ・ニューヨーク』映画化という具体的な企画が立ち上がった。コックスは主人公となるアムステルダム・ヴァロンというキャラクターを生み出すに当たって、ブルース・スプリングスティーンの歌詞に非常に強いインスピレーションを受けたと語っている。
着想からさらに20年以上にわたり、スコセッシはコツコツとシナリオを書き続け、スティーヴン・ザイリアンやケネス・ロナガンらも交え、推敲を重ねながら作られていた。主役となるレオナルド・ディカプリオも1991年ごろからこの企画に参加し、スコセッシと共同でビル役にと目をつけたダニエル・デイ＝ルイスの説得にあたるなどしていた。
配役が決まった後、1863年のニューヨークを完全再現するという作業に取り掛かることになった。これはちょうどその頃、ニューヨーク・マンハッタンで発掘作業を行っていた建築家によって発掘された当時の皿や櫛といった85万点というアイテムを借り受けることで実現可能となった。スタジオが決まり、それぞれのセットが決まると数ヶ月という異例のスピードでローマ・チネチッタスタジオに1846年及び1863年のニューヨークが再現された。
チネチッタでの撮影は127日間にわたり、2001年3月30日に終了した。

## 背景

### アズベリーの著書
1928年に出版されたハーバート・アズベリーの『ギャング・オブ・ニューヨーク』は、19世紀初頭から約100年間に渡るニューヨークのギャングたちの社会を書き綴った歴史書である。映画はそのごく一部をドラマとして再構成したものであり、映画の背景を理解するには原著が有用であるが、原著をそのまま映画化したものではない。2001年にハヤカワ文庫から日本語版が出版された。

### 実在のギャングとの関係
レオナルド・ディカプリオ扮するアムステルダム・ヴァロンは本作にのみ登場する架空の人物である。一方、ビル・ザ・ブッチャー、モンク、ジョニー・シロッコなどはそれぞれウィリアム・プール (ビル・ザ・ブッチャー)、モンク・イーストマン、ジャック・シロッコといった実在のギャングをモチーフとしているが、ウィリアム・プールは1855年に死亡しており、モンク・イーストマン、ジャック・シロッコは後の時代の人物であるなど、史実に忠実ではない。

### 公開の延期
本来、本作品は2001年のクリスマスに世界同時一斉公開を予定していたが、2001年9月11日に発生したアメリカ同時多発テロ事件の影響で公開が1年以上延期されるという事態が発生している。映画のエンディングには、スコセッシによる世界貿易センタービル崩壊に対しての祈りとテロリズムに対する怒りのコメントが追記された。